# Elecciones legislativas de San Bartolomé de 2007
Elecciones al Consejo Territorial tuvieron lugar en la colectividad de ultramar francesa de San Bartolomé por primera vez el 1 de julio de 2007. Ya que Bruno Magras, el alcalde gobernante de San Bartolomé, obtuvo una mayoría absoluta en la primera ronda, una segunda ronda no tuvo lugar. De haber sido necesaria, la segunda ronda habría tenido lugar el 7 de julio de 2007.

## Resultados
| ¡San Bartolomé Primeroǃ/UMP (Saint-Barth d’abord!, Bruno Magras)                         | 2 399 | 72,23 | 16 |
| Todos Primero por San Bartolomé (Tous unis pour St-Barthélemy Karine Miot-Richard)       | 330   | 9,94  | 1  |
| Equilibrio de Acción y Transparencia (Action Équilibre et Transparence Maxime Desouches) | 330   | 9,94  | 1  |
| Juntos por San Bartolomé (Ensemble pour St-Barthélemy Benoît Chauvin)                    | 262   | 7,89  | 1  |
| Total                                                                                    | 3 321 | 100,0 | 19 |
| Fuente: RFO                                                                              |       |       |    |